# Megacephalosaurus
Megacephalosaurus (z řec. „ještěr s velkou hlavou“) je rod vyhynulého pliosaura, žijícího v době před 94 až 90 milióny let (geologický věk turon) na území dnešního Kansasu v USA (kraj Russell County).

## Historie a popis
Vědecky byl tento rod popsán roku 2013, předtím byl fosilní materiál tohoto druhu považován za zástupce příbuzného rodu Brachauchenius. Představoval velkého mořského predátora, živícího se rozmanitou živočišnou stravou a patřil k posledním známým zástupcům své vývojové skupiny. O dentici tohoto pozdního pliosaura pojednává i vědecká studie z roku 2018, jejímž spoluautorem je český paleontolog Daniel Madzia.
Tento velký pliosaurid patřil s délkou kolem 9 metrů mezi jedny z největších známých mořských predátorů - byl jen o trochu menší než největší zástupci rodů Pliosaurus nebo Kronosaurus.